# Rienat Sabitow
Rienat Charisowicz Sabitow (ros. Ренат Харисович Сабитов, ur. 13 czerwca 1985 w Moskwie) – rosyjski piłkarz grający na pozycji środkowego lub bocznego obrońcy.

## Życiorys
Sabitow ma pochodzenie tatarskie i urodził się w Moskwie. Ukończył sportową szkołę o nazwie Czernatowo, a w 2001 roku grywał w amatorskich rezerwach drużyny FK Chimki. W 2004 roku przeszedł do Saturna Ramienskoje, w którym początkowo grał w rezerwach, a 22 maja 2005 roku zadebiutował w pierwszej drużynie w rozgrywkach Premier Ligi w meczu z Krylią Sowietow Samara (1:1). Do końca sezonu wystąpił 16 razy i zajął z Saturnem 11. miejsce. W 2006 roku także dość często pojawiał się na boisku. Jego dorobek to 12 meczów i 1 gol (w przegranym 1:2 meczu z FK Moskwa).
Na początku roku 2007 za 200 tysięcy euro Sabitow przeszedł do Spartaka Moskwa. W nowym zespole zadebiutował 13 marca w wygranym 3:1 wyjazdowym meczu z Zenitem Petersburg i od czasu debiutu coraz częściej pojawiał się na boisku. W 2008 roku został wypożyczony do FK Chimki (debiut: 13 lipca 2008 w przegranym 1:4 meczu z Zenitem Sankt Petersburg), w którym grał w podstawowym składzie. W 2009 roku wrócił do Spartaka. W 2011 roku został zawodnikiem Tomu Tomsk. Następnie grał w Sibirze Nowosybirsk, ponownie Tomie i Sokole Saratów. W 2016 trafił do klubu Mordowija Sarańsk.
| Sezon   | Klub               | Kraj  | Rozgrywki        | Mecze | Bramki |
| ------- | ------------------ | ----- | ---------------- | ----- | ------ |
| 2005    | Saturn Ramienskoje | Rosja | Priemjer-Liga    | 16    | 0      |
| 2006    | Saturn Ramienskoje | Rosja | Priemjer-Liga    | 12    | 1      |
| 2007    | Spartak Moskwa     | Rosja | Priemjer-Liga    | 15    | 0      |
| 2008    | Spartak Moskwa     | Rosja | Priemjer-Liga    | 3     | 0      |
| 2008    | FK Chimki          | Rosja | Priemjer-Liga    | 16    | 0      |
| 2009    | Spartak Moskwa     | Rosja | Priemjer-Liga    | 17    | 0      |
| 2010    | Spartak Moskwa     | Rosja | Priemjer-Liga    | 18    | 0      |
| 2011/12 | Tom Tomsk          | Rosja | Priemjer-Liga    | 27    | 0      |
| 2011/12 | Sibir Nowosybirsk  | Rosja | Pierwyj diwizion | 9     | 0      |
| 2012/13 | Tom Tomsk          | Rosja | Pierwyj diwizion | 20    | 1      |
| 2013/14 | Tom Tomsk          | Rosja | Priemjer-Liga    | 7     | 1      |
| 2014/15 | Tom Tomsk          | Rosja | Pierwyj diwizion | 27    | 0      |
| 2015/16 | Sokoł Saratów      | Rosja | Pierwyj diwizion | 35    | 0      |
| 2016/17 | Mordowija Sarańsk  | Rosja | Pierwyj diwizion |       |        |